# Martin Kohler (Radsportler)
Martin Kohler (* 17. Juli 1985 in Walenstadt) ist ein ehemaliger Schweizer Radrennfahrer.

## Sportliche Laufbahn
Martin Kohler wurde 2006 Etappenzweiter auf dem ersten Teilstück der Tour d’Alsace. Im Jahr darauf wurde er dort Zweiter beim Prolog. Ausserdem gewann er Rennen in Wileroltigen und Bern-West und wurde Zweiter beim Grand Prix Osterhas sowie Dritter beim Grand Prix Oberes Fricktal. Später fuhr er dann für das Schweizer Continental Team Hadimec-Nazionale Elettronica als Stagiaire. Bei der Tour de l’Avenir 2007 startete Kohler mit der Nationalmannschaft und konnte die vierte Etappe für sich entscheiden.
2011 errang Kohler den Titel des Schweizer Zeitfahrenmeisters, im Jahr darauf wurde er nationaler Strassenmeister. 2014 entschied sein Team BMC mit ihm das Mannschaftsfahren des Giro del Trentino für sich, und er gewann die Punktewertung der Tour de Romandie. 2016 beendete er seine Radsportlaufbahn.

## Erfolge
2007
- eine Etappe Tour de l’Avenir

2011
- Schweizer Meister – Zeitfahren

2012
- Schweizer Meister – Strassenrennen

2014
- Mannschaftszeitfahren Giro del Trentino
- Punktewertung Tour de Romandie

## Grand-Tour-Platzierungen
| Grand Tour            | 2010 | 2011 | 2012 | 2013 |
| --------------------- | ---- | ---- | ---- | ---- |
| Giro d’ItaliaGiro     | DNF  | DNF  | –    | –    |
| Tour de FranceTour    | –    | –    | –    | –    |
| Vuelta a EspañaVuelta | –    | 110  | –    | 66   |

## Teams
- 2007 Hadimec-Nazionale Elettronica (Stagiaire)
- 2008–2014 BMC Racing Team
- 2015 Drapac Professional Cycling
- 2016 Team Roth